# بیبی (سن-ا-مارن)
بیبی (به فرانسوی: Baby) یک کمون (فرانسه) در فرانسه است که در سن-ا-مارن واقع شده‌است. بیبی ۴٫۱۲ کیلومتر مربع مساحت دارد.